# Louis Aragon
Louis Aragon  (n. 3 octombrie 1897, Paris - d. 24 decembrie 1982, Paris) a fost pseudonimul literar al lui Louis-Marie Andrieux, poet și scriitor francez. 
Influențat de Charles Dickens, contele de Lautréamont, Lev Tolstoi, Maxim Gorki, Louis Aragon este unul din reprezentanții realismului târziu. Împreună cu André Breton, Philippe Soupault și Paul Éluard, Aragon formează în 1924 mișcarea artistică a suprarealismului.

## Biografie
După absolvirea liceului Carnot, studiază medicina la Sorbona, unde îl cunoaște pe André Breton.
În 1917, se înrolează și participă la Primul Război Mondial, lucrând la un spital militar.
În 1927 aderă la mișcarea comunistă.
În 1928 o cunoaște pe Elsa Triolet, scriitoare și participantă la Rezistența franceză, cu care se căsătorește în 1939.

## Opera

### Poezie
- 1942: "C";
- 1943:  Muzeul Grévin ("Le Musée Grévin");
- 1919: Foc de bucurie ("Feu de joie");
- 1926: Mișcarea perpetuă ("Le Mouvement perpétuel");
- 1929: Marea bucurie ("La Grande Gaîté");
- 1930 - 1931: Acuzatul-acuzator ("Persécuté persécuteur");
- 1934: "Hourra l'Oural";
- 1941: Necaz ("Le Crève-Cœur");
- 1942: "Cantique à Elsa";
- 1942: Ochii Elsei ("Les Yeux d'Elsa");
- 1942: "Brocéliande";
- 1943: Onoarea poeților ("L'Honneur des poètes");
- 1943: "La Rose et le Réséda";
- 1944: Diana franceză ("La Diane Française");
- 1945: "En étrange pays dans mon pays lui-même";
- 1948: Un alt necaz ("Le Nouveau Crève-Cœur");
- 1956: Romanul neterminat ("Le Roman inachevé");
- 1959: Elsa ("Elsa");
- 1960: Poeții ("Les Poètes");
- 1963: "Le Fou d'Elsa";
- 1964: "Il ne m'est Paris que d'Elsa";
- 1969: "Les Chambres, poème du temps qui ne passe pas";
- 1955: Afiș roșu ("Affiche rouge").

### Proză
- 1921: "Anicet ou le Panorama";
- 1922: Aventurile lui Telemac ("Les Aventures de Télémaque");
- 1924: "Le Libertinage";
- 1926: Țăranul din Paris ("Le Paysan de Paris");
- 1927; "Le Con d'Irène";
- 1934: Clopotele din Basel ("Les Cloches de Bâle");
- 1936; Frumoasele cartiere ("Les Beaux Quartiers");
- 1942: Călătorii din imperială ("Les Voyageurs de l'Impériale");
- 1944: Aurélien ("Aurélien");
- 1945; Servitute și măreție franceză ("Servitude et Grandeur des Français. Scènes des années terribles");
- 1949 - 1951: Comuniștii ("Les Communistes") (6 vol.);
- 1953: "Le Neveu de Monsieur Paul";
- 1958: Săptămâna patimilor ("La Semaine Sainte");
- 1962: "Histoire parrallèle";
- 1965: "La Mise à mort";
- 1967: "Blanche ou l'oubli";
- 1971: Henri Matisse ("Henri Matisse");
- 1974: Teatru/roman ("Théâtre/Roman");
- 1980: "Le Mentir-vrai";
- 1986: Apărarea infinitului ("La Défense de l'infini");
- 1986: Aventurile lui Jean-Foutre La Bite ("Les Aventures de Jean-Foutre La Bite");
- 1989: Pentru a explica ceea ce am fost ("Pour expliquer ce que j'étais").

### Eseuri
- 1924: Un val de vise ("Une vague de rêves");
- 1928: Tratat despre stil ("Traité du style");
- 1935: Pentru un realism socialist ("Pour un réalisme socialiste");
- 1953: Omul comunist ("L'Homme communiste").